# ألفارو كاردوسو بيريرا
ألفارو كاردوسو بيريرا (7 نوفمبر 1904 بالبرتغال - ) هو لاعب كرة قدم برتغالي في مركز الوسط. شارك مع منتخب البرتغال لكرة القدم. أما مع النوادي، فقد لعب مع نادي بورتو.

## وصلات خارجية
- ألفارو كاردوسو بيريرا على موقع قاعدة بيانات كرة القدم.إي يو (الإنجليزية)